# На дві години раніше
«На дві години раніше» (рос. На два часа раньше) — радянський музичний фільм 1967 року. Режисерський дебют в кіно Михайла Юзовського, акторський дебют Михайла Ножкина.

## Сюжет
Новорічний музичний фільм за участю Джаз ВІО-66 (вокально-інструментальний оркестр при «Союзконцерті») під керуванням Ю. Саульського, квартету «Акорд», М. Марсо, А. Райкіна, К. Шавриної, В. Макарова та інших популярних естрадних виконавців і акторів 1960-х років.

## У ролях
- Джаз ВІО-66 під керуванням Юрія Саульського
- Квартет «Аккорд» (Владислав Линковський, Інна Мясникова, Зоя Харабадзе, Шота Харабадзе)
- Московський Молодий Балет: художній керівник — Юлій Взоров
- Марсель Марсо —  мім
- Аркадій Райкін —  відвідувач зоопарку
- Тріо Енцо (НДР) —  музичні ексцентрики
- Катерина Райкіна —  листоноша / співачка  (пісня про Попелюшку, сл. М. Матвєєвої, муз. В. Дашкевича)
- Катерина Шавріна —  співачка  (пісня «Вітер, вітерець», сл. Л. Шишко, муз. Г. Пономаренко)
- Брати Вороніни —  акробатичний етюд
- Державний Ансамбль Танцю Сибіру: художній керівник — Михайло Годенко
- Акробатичне тріо — Золотови
- Федір Каллімулін, Едуард Казанджян —  акробатичний дует
- Володимир Макаров —  співак  (пісня «Пісенька знаходить друзів», сл. І. Шаферана, муз. П. Аєдоницького)
- Тамара Совчі —  Снігуронька
- У ролях:

 Нового Року  — Віктор Семенов (озвучує Ролан Биков)
 Діда Мороза  — Михайло Селютін (озвучує Ролан Биков)
- Світлана Старикова —  вихователька дитячого садка «Золотий ключик»
- Муза Крепкогорська —  жінка з дитиною
- Леонід Каневський —  адміністратор ансамблю
- Михайло Ножкин —  тренер «моржів»

## Знімальна група
- Автори сценарію — Марк Азов, Володимир Тихвинський
- Режисери-постановники — Віталій Кольцов, Михайло Юзовський
- Оператор — Олександр Кольцатий
- Художник-постановник — Юрій Теребілов
- Композитор — Володимир Дашкевич
- Звукооператори — В. Ладигіна, Л. Булгаков
- Диригент — Емін Хачатурян
- Текст пісні — Новелла Матвєєва
- Музичний редактор — Р. Лукіна
- Оператор комбінованих зйомок — Ю. Корох
- Монтаж — М. Терауд
- Костюми — І. Бєлікова
- Грим — А. Дуброва
- Редактор — В. Потейкін
- Консультант — В. Черкасов
- Директор картини — М. Хавкін